# Cirrhimuraena oliveri
Cirrhimuraena oliveri är en fiskart som först beskrevs av Seale, 1910.  Cirrhimuraena oliveri ingår i släktet Cirrhimuraena och familjen Ophichthidae. Inga underarter finns listade i Catalogue of Life.